# Katafalk (band)
Katafalk was een death-/thrashmetalband, afkomstig uit de stad Groningen. Katafalk is in 1995 opgericht door gitarist Chris. De band is in 2010 opgeheven.
In 2003 speelde Katafalk op het Wâldrock festival. In september 2010 speelde de band haar afscheidsoptreden in Vera in Groningen.

## Samenstelling
Sinds 1995 is de samenstelling van de band meermalen gewijzigd. De laatste line-up was:
- Wokkel - zang (1996-2001 en juli 2003-2010)
- Chris - gitaar (en schrijver van de meeste songteksten)
- Niels - gitaar (sinds juli 2003, van november 2002 tot juli 2003 zang)
- Jurjen - basgitaar
- Maddin - drum (sinds eind 2005)

Zanger Wokkel is kunstschilder en barkeeper en maakt deel uit van de bands Pooier 666. Wokkel en Jurjen spelen ook in Obtuse.

## Discografie
- Through The Storm (demo-mc, 1997)
- Promo 2001 (demo-cd met drie nummers, uitgegeven in eigen beheer)
- Storm Of The Horde, (januari 2003, uitgegeven door Cold Blood Industries)
- Death's Contradiction (ep 2006, opgenomen in de Soundloge studio te Rhauderfehn)